# Lijst van spelers van RB Leipzig
Deze lijst bevat voetballers die bij de Duitse voetbalclub RB Leipzig spelen of gespeeld hebben. De namen zijn alfabetisch gerangschikt.

## A
- Tyler Adams
- Sebastian Albert
- Ethan Ampadu
- Angeliño
- Jean-Kévin Augustin

## B
- Sanoussy Ba
- Benjamin Baier
- Ridle Baku
- Christoph Baumgartner
- Benjamin Bellot
- Bernardo
- Oliver Bias
- Patrick Bick
- El Chadaille Bitshiabu
- Janis Blaswich
- Solomon Bonnah
- Pascal Borel
- Dennis Borkowski
- Richard van den Bosch
- Terrence Boyd
- Brian Brobbey
- Bruma
- Massimo Bruno
- Oliver Burke

## C
- Fábio Carvalho
- Fabio Coltorti
- Marvin Compper
- Matheus Cunha

## D
- Omer Damari
- Diego Demme
- Abdou Diallo
- Erik Domaschke

## E
- Eljif Elmas
- Henrik Ernst

## F
- Clemens Fandrich
- Emil Forsberg
- Daniel Frahn
- Fabian Franke
- Nico Frommer

## G
- Christopher Gäng
- Viggo Gebel
- Tom Geißler
- Lutsharel Geertruida
- Ken Gipson
- Tidiam Gomis
- Péter Gulácsi
- Joško Gvardiol

## H
- Amadou Haidara
- Marcel Halstenberg
- Fabrice Hartmann
- Sebastian Hauck
- Sebastian Heidinger
- Benjamin Henrichs
- Ingo Hertzsch
- Stefan Hierländer
- Marcus Hoffmann
- Jochen Höfler
- Niklas Hoheneder
- Hee-chan Hwang

## I
- Stefan Ilsanker
- Shaban Ismaili

## J
- Nuha Jatta
- Juri Judt
- Anthony Jung
- Toni Juraschek

## K
- Dominik Kaiser
- Zsolt Kalmár
- Carsten Kammlott
- Kevin Kampl
- Jeremy Karikari
- Naby Keïta
- Rani Khedira
- Joshua Kimmich
- Thomas Kläsener
- Robert Klauß
- Lukas Klostermann
- Justin Kluivert
- Umut Koçin
- Ibrahima Konaté
- Patrick Koronkiewicz
- Tom Krauß
- Lukas Krüger
- Stefan Kutschke
- Ronny Kujat

## L
- Alexander Laas
- Pekka Lagerblom
- Konrad Laimer
- René Legien
- Christopher Lenz
- Michael Lerchl
- Steven Lewerenz
- Ademola Lookman
- André Luge
- Castello Lukeba

## M
- Erik Majetschak
- Eric Martel
- Josep Martínez
- Christian Mittenzwei
- Ilaix Moriba
- Alexander Moritz
- Matthias Morys
- Nordi Mukiele
- Christian Müller
- Lars Müller
- Marius Müller
- Yvon Mvogo

## N
- Tom Natterman
- Kosta Nedeljković
- Sven Neuhaus
- Christopher Nkunku
- Jonathan Norbye
- Hugo Novoa
- Atınç Nukan
- Antonio Nusa
- Ørjan Nyland

## O
- Dani Olmo
- Loïs Openda
- Willi Orban
- Assan Ouédraogo

## P
- Federico Palacios
- Christos Papadimitriou
- Kyriakos Papadopoulos
- Yussuf Poulsen
- Smail Prevljak

## Q
- Nils Quaschner

## R
- Frank Räbsch
- Sidney Raebiger
- David Raum
- Ante Rebić
- Christian Reimann
- Yordy Reyna
- Rodnei
- Thiago Rockenbach
- Daniel Rosin
- Timo Rost
- Timo Röttger

## S
- Marcel Sabitzer
- Faik Sakar
- Lazar Samardžić
- Marcelo Saracchi
- Robert Scannewin
- Mario Schaaf
- Patrik Schick
- Paul Schinke
- Xaver Schlager
- Benno Schmitz
- Bastian Schulz
- Stefan Schumann
- Tim Sebastian
- Nicolas Seiwald
- Davie Selke
- Benjamin Šeško
- Alexander Siebeck
- André Silva
- Mohamed Simakan
- Xavi Simons
- Emile Smith Rowe
- Alexander Sørloth
- Niclas Stierlin
- Christian Streit
- Mikko Sumusalo

## T
- Georg Teigl
- Denis Thomalla
- Idrissa Touré
- Philipp Tschauner

## U
- Dayot Upamecano

## V
- Maarten Vandevoordt
- Arthur Vermeeren

## W
- Roman Wallner
- Maximilian Watzka
- Timo Werner
- Sebastian Wille
- Tobias Willers
- Tomasz Wisio
- Hannes Wolf
- Joscha Wosz